# KeyForge
KeyForge es un juego de cartas de mazos cerrados, creado por Richard Garfield (reputado creador de juegos especialmente conocido por la creación de Magic: El encuentro) y publicado por la empresa americana Fantasy Flight Games.
En él, los jugadores asumen el papel de Arcontes, seres divinos, creadores del mundo llamado Crisol, formado de las piezas de innumerables planetas a través de las estrellas, un lugar donde todo es posible. Los Arcontes se enfrentan en constante lucha, liderando varias compañías de distintas facciones que buscan encontrar y desbloquear las Bóvedas ocultas del planeta para obtener el máximo conocimiento y poder.
Para abrir estas bóvedas, y ganar la partida, se necesitan forjar tres llaves, para las cuales habrá que obtener Æmbar ya que las llaves se forjaran con un número específico de este (el cual podrá variar en función de las cartas jugadas).
Cada mazo lo forman tres compañías de las siete distintas facciones (Brobnar, Dis, Indómita, Logos, Marte, Sanctum y Sombras). Estos mazos lo forman treinta y siete cartas, siendo una el listado de cartas que forman el mazo y las otras treinta y seis divididas entre las tres facciones que forman el mazo siendo doce por cada facción.

## Juego

### Caja de inicio
Con el lanzamiento de KeyForge: La llamada de los arcontes se lanzó una caja de inicio que contiene cuatro mazos dos de ellos de iniciación, que son todos iguales y están pensados para los jugadores que nunca han jugado a ningún juego de cartas, los otros dos son mazos clásicos, cada uno es único e irrepetible.
Además incluye un resumen de las reglas oficiales, indicadores de Æmbar, indicadores de daño, indicadores de aturdimiento, un contador de cadenas y un marcador de cadenas.

### Mazos
Cada mazo es único y exclusivo, de salida el juego cuenta con 37 cartas para mezclarse y configurar mazos únicos, según la página oficial en inglés el número de mazos posibles es igual a 10'4x10^25 (104.000.000.000.000.000.000.000.000). Las cartas cuentan con cuatro niveles de rareza que aparece indicado en el pie de la carta (Comun, Infrecuente, Rara, Especial), además de estos cuatro niveles hay cartas aun menos frecuentes que tienen características especiales a pesar del nivel indicado en la carta (parejas de cartas que se necesitan una a la otra, cartas de facciones que aparecen bajo la marca de otra facciones Ej: Una criatura Sanctum aparece con el borde y el indicador de la facción de Dis, o cartas con modificaciones en el diseño o habilidades a pesar de ser la misma).

### Componentes necesarios
Para jugar a KeyForge únicamente es necesario disponer un mazo por jugador y algunos indicadores para reemplazar las piezas oficiales que trae la caja de iniciación, realmente llegando a consenso entre los dos jugadores pueden usarse como indicador cualquier objeto, aun así para los torneos oficiales estos indicadores tienen que cumplir unas especificaciones:
- Fichas que no tapen la información de las cartas.
- Cartas de Poder/Aturdimiento que sean claramente distinguibles.
- Fichas de Llave de color rojo, azul y amarillo que presenten diferencias perceptibles a simple vista entre su cara “A” y “B”.
- Una carta de Registro de cadenas y su ficha asociada, siempre que la primera sea claramente legible y no omita ninguna información que se proporcione en el componente oficial.

(No está permitido el uso de dados de ninguna clase en las partidas de Juego organizado de KeyForge).

### Facciones
- Brobnar: La facción Brobnar son guerreros ruidosos y feroces, se enorgullecen de utilizar siempre la fuerza, su jerarquía se basa en el más fuerte. Por esto esta facción destaca en criaturas muy poderosas especializadas en el combate agresivo y cartas para apoyarlas.

- Dis: La facción demoníaca de Dis es despiadada y conocida por su crueldad. Esta facción tiene un estilo de juego agresivo en el que se especializa en controlar criaturas del rival y jugar con su Æmbar.

- Indómita: Esta facción la forman criaturas que rechazan la civilización y eligen vivir en las tierras salvajes del Crisol. Esta facción se caracteriza por expulsar cartas de la mesa de juego.

- Logos: Esta facción la forman los intelectuales, criaturas fusionadas con la tecnología. El principal rasgo de esta facción es la mejora de nuestras criaturas y las habilidades que nos permiten jugar nuestro Æmbar y el robo de cartas.

- Marte: Esta facción realiza experimentos biológicos para crear el monstruo perfecto y pelean con pistolas de rayos y platillos voladores para asegurarse de que su cultura sobreviva. Esta facción es especialmente buena castigando criaturas que no sean de la misma facción y en el control del ritmo de la partida.

- Sanctum: Los Sanctum están formados por cruzados y caballeros angelicales, estos guerreros protegen a los débiles, defienden a los inocentes. Esta facción está formada por criaturas especializadas en el combate defensivo.

- Sombras: La facción de Sombras está formada por ladrones, estafadores, a veces asesinos y ciertamente una pandilla de marginados. Una facción que basa su estilo en las criaturas débiles pero con habilidades que les permita salir airosas de los combates además de acciones y artefactos que les permiten robar Æmbar al rival.

## Recepción
Keyforge: La llamada de los arcontes fue lanzado a mediados de noviembre de 2018, con una primera tirada de 20.000 ejemplares de la caja de inicio en España. Tuvo una gran acogida agotándose en las primeras semanas. A pesar de este éxito ello muchos jugadores fueron reacios a esta caja de inicio y decidieron empezar directamente con los mazos individuales.

### Mercado secundario
A pesar de que los mazos sean cerrados y no se puedan intercambiar las cartas, con lo que se intentaba evitar el conocido efecto Black Lotus, rápidamente surgió un mercado secundario en el que se venden, o se subastan (llegando al umbral entre los 250€ y 500€ las combinaciones más raras como los 4 caballeros x2), mazos enteros debido a que contiene una combinación extraña de cartas o un número inusualmente alto de cartas raras. También hubo reventa de cajas de inicio debido a lo rápido que se agotaron. Además un gran número de creadores empezaron a comercializar sustitutos a los indicadores oficiales (Æmbar, daño, llaves, etc.) destinados a aquellos que decidieron empezar directamente con los mazos sueltos.

## Premios
| Premios                | Categoría                     | Resultado |
| ---------------------- | ----------------------------- | --------- |
| Dice Tower Awards 2018 | Mejor juego para dos personas | Ganador   |

## Productos
| SKU     | Nombre                                             | Lanzamiento                                                       |
| ------- | -------------------------------------------------- | ----------------------------------------------------------------- |
| KF01Es  | KeyForge: La llamada de los arcontes (Starter Set) | 15 de noviembre de 2018                                           |
| KF02aES | KeyForge: La llamada de los arcontes (Archon Deck) | 15 de noviembre de 2018                                           |
| KF03aES | KeyForge: La era de la ascensión (Archon Deck)     | 30 de mayo de 2019 (Estados Unidos) y 31 de mayo de 2019 (Europa) |
| KF04ES  | KeyForge: La era de la ascensión (Starter Set)     | 30 de mayo de 2019 (Estados Unidos) y 31 de mayo de 2019 (Europa) |
| KF05ES  | KeyForge: Mundos en colisión (Archon Deck)         | Previsto para el 8 de noviembre de 2019                           |
| KF06ES  | KeyForge: Mundos en colisión (Archon Premium Deck) | Previsto para el 8 de noviembre de 2019                           |
| KF07ES  | KeyForge: Mundos en colisión (Starter Set)         | Previsto para el 8 de noviembre de 2019                           |
| KF08ES  | KeyForge: Mundos en colisión (Premium box)         | Previsto para el 8 de noviembre de 2019                           |